# Гер, Дирк Ян де
Дирк Ян де Гер (нидерл. Dirk Jan de Geer; 14 декабря 1870, Гронинген — 27 ноября 1960, Суст (Нидерланды)) — нидерландский политический и государственный деятель, дважды занимавший пост премьер-министра Нидерландов (1926—1929 и 1939—1940), министр внутренних дел и сельского хозяйства (1925—1926), министр финансов (1921—1923, 1926—1933, 1939—1940), министр по общим вопросам Нидерландов (1939—1940), бургомистр Арнема (1920—1921).
Лидер Христианского исторического союза (1929—1940). Депутат Палаты представителей Нидерландов (1933—1939). юрист. Доктор права (1895).

## Биография
Представитель дворянского рода Де Гер. Сын пастора. Окончил Утрехтский университет.
Работал журналистом, в 1901—1907 годах был членом городского совета Роттердама. С 1907 года был членом парламента от CHU (Христианского исторического союза).
До начала Второй мировой войны был уважаемым консервативным политиком. Занимал ряд ответственных должностей. С 8 марта 1926 до 10 августа 1929 года впервые работал премьер-министром Нидерландов. В 1933 году был назначен государственным министром. Во второй раз занимал премьерское кресло с 10 августа 1939 по 3 сентября 1940 года.
После нападения фашистской Германии на Нидерланды в 1940 г. правительство во главе с де Гером отправилось в Лондон. Там де Гир занял пораженческие позиции, призвал к сотрудничеству с властями Германии, попытался заключить мир между Нидерландами и Третьим рейхом, чем значительно снизил боевой дух Нидерландов и рейтинг правительства. В конце концов был отстранен от должности королевой Вильгельминой.
Позже был отправлен с дипломатической миссией в Ост-Индию, но так и не попал туда — во время остановки в Португалии высадился и вернулся к своей семье в Нидерланды, получив согласие Германии. Узнав об этом королева Вильгельмина назвала его предателем и дезертиром. Новый премьер-министр Нидерландов по радио обвинил его в дезертирстве.
29 октября 1947 года он был приговорен к одному году лишения свободы условно с отсрочкой на три года. В том же году потерял должность государственного министра, которую занимал с 1933 года.